# Kanton Nègrepelisse
Der Kanton Nègrepelisse war bis 2015 ein französischer Wahlkreis im Arrondissement Montauban, im Département Tarn-et-Garonne und in der Region Midi-Pyrénées. Der Hauptort war die Stadt Nègrepelisse. Vertreter im Generalrat des Départements war von 1982 bis 2015 zuletzt Jean Cambon (PS).

## Gemeinden
Der Kanton bestand aus sechs Gemeinden:
| Gemeinde                 | Einwohner Jahr | Fläche km² | Bevölkerungsdichte | Code INSEE | Postleitzahl |
| ------------------------ | -------------- | ---------- | ------------------ | ---------- | ------------ |
| Albias                   | 3.182 (2013)   | 21,6       | 147 Einw./km²      | 82002      | 82350        |
| Bioule                   | 1.094 (2013)   | 20,44      | 54 Einw./km²       | 82018      | 82800        |
| Montricoux               | 1.116 (2013)   | 26,44      | 42 Einw./km²       | 82132      | 82800        |
| Nègrepelisse             | 5.439 (2013)   | 49,22      | 111 Einw./km²      | 82134      | 82800        |
| Saint-Étienne-de-Tulmont | 3.719 (2013)   | 21,14      | 176 Einw./km²      | 82161      | 82410        |
| Vaïssac                  | 826 (2013)     | 37,21      | 22 Einw./km²       | 82184      | 82800        |